# 선상역

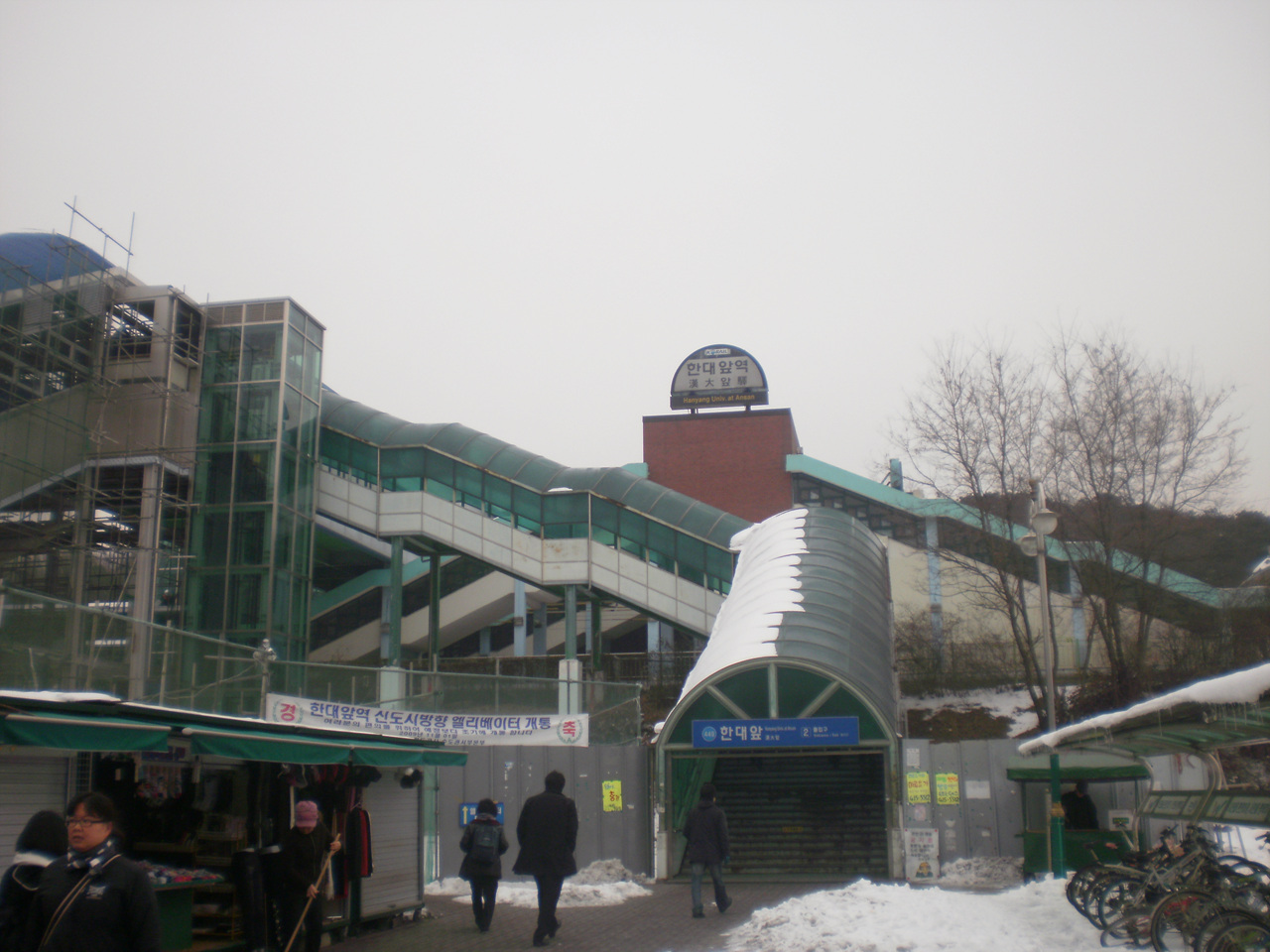
한대앞역 역사

선상역(線上驛)은 선로 위쪽으로 철도역 건물이 설치된 형태의 역사를 말한다. 일본에서는 교상역(橋上驛) 또는 교상역사(橋上驛舍)라는 단어를 사용한다. 대개 이러한 선상 형태로 지어진 역들은 선로를 가로지르는 과선교를 통해 각 승강장과 연결되도록 되어 있다. 보통 선상 역사는 지상 철도역으로만 건설되지만 필요에 따라서는 고가 형태, 지하 형태나 반지하 형태로 건설된 역도 선상 형태의 역사를 가지고 있다. 대한민국에서 선상 형태의 역사의 예로는 수도권 전철 4호선, 수인선 한대앞역, 수도권 전철 1호선, 2호선 신도림역 등이 있다.

## 같이 보기
- 철도역
- 지상역
- 지하역
  - 반지하역